# Heiko Antoniewicz
Heiko Antoniewicz (ur. 10 listopada 1965 w Dortmundzie) – niemiecki kucharz.
Jest jednym z najbardziej znanych w Niemczech mistrzów kuchni, gotował m.in. dla króla Haralda V, królowej Elżbiety II i Angeli Merkel. W 2004 pełniąc funkcję szefa kuchni w "Event – Catere Koler" spotkał się z naukowcami firmy "TTC" w celu wprowadzenia do użytku technik kuchni molekularnej. Od tego czasu korzysta z techniki smażenia w wodzie, gotowania potraw przy użyciu płynnego azotu, używa roztworów koloidalnych do zagęszczania płynów, stosuje ciepłe i gorące żele do glazurowania gorących potraw i korzysta z techniki sous-vide.
Poza realizowaniem swojej pasji kucharskiej prowadzi szkolenia i seminaria dotyczących nowatorskich technik kuchennych. Swoje doświadczenia zawodowe i przepisy opisał w książkach, będących połączeniem poradników i książek kucharskich.

## Publikacje
- Sous-vide,
- Brot, Das Back-Kochbuch,
- Fingerfood. Die Krönung der kulinarischen Kunst,
- Verwegen kochen - Molekulare Techniken und Texturen (wspólnie z Klausem Dahlbeckiem),
- Starter-Set Molekulare Küche, Baukasten mit 10 Texturgebern und Buch "Molekulare Basics".